# Tom DeFalco
Tom DeFalco   (Nova York, 26 de juny de 1950) és un escriptor i editor de còmics estatunidenc conegut per la seva associació amb Marvel Comics, amb llargues sèries d'Amazing Spider-Man, Thor, Fantastic Four i Spider-Girl, per a la qual va crear Mayday Parker / Spider-Girl.

## Biografia
Mentre era a la universitat, DeFalco "va escriure per a alguns diaris locals, una tira còmica setmanal i va fer alguns contes", i després de graduar-se "es va posar en contacte amb diverses companyies de còmics", cosa que el va portar a començar la seva carrera en còmics com a assistent editorial a Archie Comics a mitjans de 1972. Durant la seva etapa a Archie Comics, va "iniciar i desenvolupar la sèrie Archie Comics Digest, que encara es produeix avui dia i continua sent la sèrie editorial més rendible de l'empresa". Aprenent ràpidament, DeFalco aviat va començar a escriure per al títol insígnia Archie, així com per a altres títols com ara Scooby-Doo i Josie and the Pussycats.
DeFalco va escriure breument per a DC Comics a finals dels anys setanta. Va escriure diverses històries de Jimmy Olsen i Lois Lane per al títol Superman Family; el número final de Starfire (octubre-novembre de 1977); i una història de Caín a House of Mystery núm. 258 (maig-juny de 1978). DeFalco es va traslladar a Marvel, on passaria els següents vint anys de la seva carrera. Allà va escriure dos números de The Avengers i els cinc últims números de Machine Man, a més d'un número de Machine Man de Marvel Team-Up, abans de llançar Dazzler el març de 1981. DeFalco va escriure històries de Marvel Two-In-One amb equips amb la Cosa del 1981 al 1982. Més tard, DeFalco va escriure una sèrie limitada de Machine Man el 1984, amb art de Herb Trimpe i Barry Windsor-Smith.
DeFalco va ser el dissenyador en cap i autor de Dazzler, i més tard es va convertir en un dels guionistes de la sèrie de còmics Spider-Man mentre ascendia en l'àmbit editorial. Mentre escrivia Dazzler, va escriure un parell de números de Marvel Team-Up, abans de substituir Dennis O'Neil com a editor d'aquest títol, a més d'assumir tasques editorials de Ghost Rider, What If...? i els títols de Spider-Man, que va editar a principis dels anys vuitanta.

### GI Joe i Hasbro
DeFalco va treballar estretament amb el fabricant de joguines Hasbro a principis dels anys vuitanta, dirigint l'equip creatiu que "va produir la història de fons i els dossiers que van servir de base per al rellançament de la línia de joguines i la sèrie de televisió animada GI Joe, que va tenir un èxit fenomenal", el 1985. Com a part d'aquest rellançament, Marvel va produir un còmic titulat GI Joe: A Real American Hero el juny de 1982. DeFalco va editar personalment els primers sis números (i els va lliurar a Denny O'Neil el gener de 1983), així com diversos números de la sèrie GI Joe al llarg dels anys vuitanta. La sèrie principal GI Joe: A Real American Hero es publicaria durant 155 números durant els següents 12 anys.
DeFalco va formar part de "l'equip creatiu que va presentar els Transformers al públic americà" el 1984.

### Spider-Man
L'agost de 1983, DeFalco va escriure els primers quatre números de la tercera temporada de Red Sonja i, després de deixar les seves tasques editorials de Spider-Man a Danny Fingeroth, va substituir Roger Stern com a guionista de The Amazing Spider-Man . Tots dos van col·laborar en els números 251-252 d'abril-maig (els números crossover de Secret Wars), abans que DeFalco es fes càrrec completament del número 253, durant dos anys, principalment en col·laboració amb l'artista Ron Frenz. Paral·lelament a l'edició de Secret Wars de Jim Shooter, DeFalco va introduir el "vestit negre" de Spider-Man a les pàgines d' Amazing.  DeFalco va cocrear Rose, Black Fox i Silver Sable durant la seva etapa a la sèrie.
DeFalco i Frenz els van treure de The Amazing Spider-Man pel llavors editor de Spider-Man, Jim Owsley, que va declarar que havien incomplert els terminis crònicament. Tant DeFalco com Frenz afirmen que van complir els terminis amb més diligència que qualsevol altre equip creatiu de Marvel en aquell moment, i que Owsley va fer que incomplissin els terminis canviant repetidament els seus horaris de producció. El número 285 (febrer de 1987) va ser el seu darrer número, després del qual Owsley va assumir les tasques d'escriptura. Mentre escrivia Amazing, DeFalco va continuar editant diversos còmics.

### Redactor en cap
Després de coescriure dos números de Fantastic Four (números 301–302; abril-maig de 1987), DeFalco va assumir les tasques d'escriptura de Thor amb el número 383 al setembre. DeFalco es va convertir en el desè editor en cap de Marvel el 15 d'abril de 1987. Aquest canvi va entrar en vigor en els còmics amb portada a partir del novembre de 1987. Va exercir el càrrec des del 1987 fins al 1994, convertint-se en una de les persones amb més anys de servei en aquest càrrec. Els únics editors en cap amb més servei que ell van ser Stan Lee (1941–1942, 1944–1972), Shooter (1978–1987) i Joe Quesada (2000–2011).
Al principi de la carrera de DeFalco com a editor en cap, l'editor executiu Mark Gruenwald va comentar: "Tom no sembla tenir una visió personal tan forta per a Marvel [com Shooter], i com a resultat està més obert a les visions d'altres persones. Queda per veure si això és bo o dolent". En una entrevista amb The Comic Book Gazette, DeFalco va descriure les seves experiències com a editor en cap com "Molt semblants a les antigues tires còmiques de Bullpen Bulletins, però amb molts més crits!".
Va ser un membre clau de l'equip directiu que va fer que Marvel sortís a borsa i, sota el seu lideratge, els beneficis nets de Marvel derivats de les publicacions van augmentar més d'un 500%. Sota la direcció de DeFalco, Marvel va entrar en una fase d'expansió que va proporcionar una oportunitat perquè "nous talents" entressin a la indústria del còmic i va llançar diversos títols nous amb personatges originals. Després d'enfrontar-se a l'alta direcció de l'empresa, DeFalco va dimitir el 1994.
Durant el seu mandat com a editor en cap, DeFalco també va continuar escrivint, amb destacades sèries sobre Thor, on va crear els New Warriors amb l'artista Ron Frenz, i la sèrie derivada Thunderstrike, així com Fantastic Four amb el dibuixant Paul Ryan, i còmics per al segell infantil de Marvel, Star Comics.

### Retorn a Spider-Man
Defalco va ser un dels guionistes de la història de "Maximum Carnage" el 1993. La seva dimissió com a editor en cap va coincidir amb una temporada a The Spectacular Spider-Man (números 215–229, agost de 1994 - octubre de 1995), després de la qual va tornar a The Amazing Spider-Man el gener de 1996 per als números 407–439. Durant aquest temps va ajudar a coescriure la "Saga dels Clons", que va revelar (temporalment, almenys) que Peter Parker era un clon de l'original que havia estat actiu des de 1975. Peter seria substituït per l'Spider-Man original amb l'àlies "Ben Reilly". Després de diversos canvis de creadors i la reacció dels fans, això es va revertir aviat.
DeFalco va crear Spider-Girl, que va aparèixer per primera vegada en un número de What If?, cosa que el va portar a escriure la línia MC2 llançada el 1998, inclosa la sèrie Spider-Girl MANCA REFERENCIA que va tenir 100 números. Spider-Girl va protagonitzar Amazing Spider-Girl (30 números) i el volum més recent, The Spectacular Spider-Girl, convertint-se en l'estrella femenina amb més anys de trajectòria de Marvel en una sèrie en solitari. El personatge també va aparèixer a Amazing Spider-Man Family números 5–8 i Web of Spider-Man vol. 2 números 1–7.
A principis del 2009, quan la sèrie Spider-Girl arribava a la seva fi, DeFalco va dir que podria ser un dels seus últims treballs per a Marvel, ja que corria el perill de ser encasellat a causa de la seva llarga trajectòria amb els personatges.
| «          | Les males notícies de treballar en el mateix durant tants anys és que els editors comencen a creure que és l'única cosa que poden fer. Així que l'única manera que puc aconseguir feina no relacionada amb Spider és treballar per a altres empreses. | » |
| — DeFalco, | |   |

La sèrie Spider-Girl va ser cancel·lada el 2010.
El 2009, DeFalco va revisitar la "Saga Clon" amb la minisèrie de sis parts Spider-Man: The Clone Saga, basada en l'esquema original d'aquesta controvertida història. Com a escriptor convidat, va contribuir amb dos números a Sensational Spider-Man vol. 2 el 2012, així com amb històries per a Spider-Ham 25th Anniversary Special núm.1 (2010), Spider-Verse Team-Up núm. 3 (2015) i l'edició única de Sensational Spider-Man: Self-Improvement el 2019.

### Altres treballs
DeFalco és l'autor de més d'una dotzena de novel·les gràfiques, diversos centenars d'històries de còmics, diverses dotzenes de cibercòmics, tres novel·les i sis llibres infantils, incloent-hi les guies supervendes de Dorling Kindersley sobre personatges de còmics Marvel. Aquestes inclouen: Spider-Man: The Ultimate Guide, Avengers: The Ultimate Guide, Fantastic Four: The Ultimate Guide i Hulk: The Incredible Guide. Per a Titan Books ha compilat tres volums de la seva sèrie "Comic Creators On..." d'assajos i reflexions sobre personatges de Marvel (Spider-Man, els Fantastic Four i els X-Men, entre el 2004 i el 2006).
DeFalco ha creat i desenvolupat personalment més de tres dotzenes de personatges que han estat llicenciats per a televisió, joguines, samarretes, pòsters, cromos i altres productes de marxandatge, i ha escrit Khan i The Phantom per a Moonstone Books.
L'abril de 2010, Archie Comics va anunciar que DeFalco tornaria a les seves arrels per escriure una història en quatre parts, "The Man from RIVERDALE", començant amb el número 610 d'Archie Comics.
DeFalco tornaria a DC Comics l'agost de 2011 amb la trama d'un one-shot de Superman, Superman Beyond, i el 2012 com a guionista convidat de Nightwing i ajudant amb els Ravagers per a la línia The New 52 de DC. DeFalco va començar a escriure el guió de la sèrie Superboy sobre les trames de Scott Lobdell amb el número 6 (abril de 2012) i es va convertir en el guionista complet amb el número 12 (octubre de 2012). La seva carrera amb Superboy va acabar amb el número 18, que va ser co-guionitzat per Tony Lee. També va escriure Legion Lost números 0 i 6-18 i els quatre últims números (17-20) de Savage Hawkman.
El desembre de 2016, Archie Comics va llançar una nova sèrie en curs, Reggie & Me, de DeFalco i l'artista Sandy Jarrell. El 2021, Apex Comics Group va llançar una reeixida campanya de micromecenatge per a The RIGHT Project, un nou còmic escrit per DeFalco amb llapis de Ron Frenz i tintes de Sal Buscema. Per a Marvel Comics, DeFalco va escriure la sèrie limitada Marvel Super Heroes Secret Wars: Battle World el 2023, dibuixada per Pat Oliffe, una seqüela de Marvel's Secret Wars dels anys vuitanta.